# Mykoła Melnyk
Mykoła Mykołajowycz Melnyk, ukr. Микола Миколайович Мельник (ros. Николай Николаевич Мельник / Nikołaj Nikołajewicz Melnik, ur. 17 grudnia 1953 w Stawyszczach, zm. 26 lipca 2013 w Alicante) – radziecki i ukraiński pilot.

## Życiorys
Założył licznik promieniowania na reaktorze nr 4 w Czarnobylskiej Elektrowni Jądrowej po awarii w 1986 roku. Za tę pracę został odznaczony tytułem Bohatera Związku Radzieckiego. W 1990 roku odznaczony przez Helicopter Association International nagrodą The Igor Sikorsky Award for Humanitarian Service jako reprezentant wszystkich lotników biorących udział w akcji w Czarnobylu.